# Batracomorphus chryseis
Batracomorphus chryseis är en insektsart som beskrevs av Knight 1983. Batracomorphus chryseis ingår i släktet Batracomorphus och familjen dvärgstritar. Inga underarter finns listade i Catalogue of Life.